# Ctimene carens
Ctimene carens là một loài bướm đêm trong họ Geometridae.